# Арнс, Паулу Эваристу
Па́улу Эвари́сту Арнс (порт. Paulo Evaristo Arns; 14 сентября 1921, Форкильинья, Бразилия — 14 декабря 2016) — бразильский кардинал, францисканец. Титулярный епископ Респетты и вспомогательный епископ Сан-Паулу со 2 мая 1966 по 22 октября 1970. Архиепископ Сан-Паулу с 22 октября 1970 по 15 апреля 1998. Кардинал-священник с титулом церкви Святого Антония Падуанского на Тускуланской дороге с 5 марта 1973. Лауреат Премии Нансена (1985). Кардинал-протопресвитер с 9 июля 2012. На момент смерти старейший и единственный живущий кардинал Римско-католической церкви по возведению в сан, будучи возведенным папой римским Павлом VI 5 марта 1973.

## Ранние годы и образование
Родился в многодетной семье, был пятым из тринадцати детей немецких эмигрантов Габриэля Арнса и Хелены Штайнер. Три его сестры позднее стали монахинями, а один из братьев францисканцем. Одна из его сестёр, Зилда Арнс, педиатр, которая была организатором благотворительных программ для детей и которая основала Комиссию по делам детей Бразильской епископской конференции, погибла в 2010 году во время землетрясения на Гаити.
С 1941 года по 1943 год изучал философию в Куритибе и затем богословие с 1944 года по 1947 год в Петрополисе. Затем он учился в Сорбонне в Париже в 1950 году, изучая литературу, латинский и греческий языки, а также древнюю историю, он окончил её с докторской степенью в области классических языков в 1946 году. Затем вернулся в Сорбонну, по окончании которой, защитив диссертацию написанную о Святом Иерониме в 1950 году, получил докторскую степень в области литературы.
10 декабря 1943 года, в возрасте 22 лет, он был пострижен в монахи в ордене Францисканцев; он был рукоположён в священники 30 ноября 1945 года.
До своего епископского рукоположения осуществлял различные образовательные роли в ряде институтов по всей Бразилии. Потратил значительное количество времени, выступая в качестве профессора в семинарии Агудуса в Сан-Паулу, читал лекции на факультете философии, науки и писем Бауру, кроме того, у него были обязанности в ряде других высших учебных заведениях (как правило, находясь на факультете), в конце концов стал профессором католического университета Петрополиса, что является последним академическим постом, который он занимал, прежде чем стать епископом.
В 1945—1966 годах он одновременно был избран вице-провинциалом провинции Непорочного Зачатия братьев меньших. Являлся директором ежемесячного журнала для монашествующих Sponsa Christi.

## Епископикардинал
2 мая 1966 году папой Павлом VI он был назначен титулярным епископом Респетты и вспомогательным епископом Сан-Паулу. Посвящён в епископы 3 июля 1966 года. Ординацию совершил, в церкви Святого Сердца, в Форкуилиньи, кардинал Агнелу Росси — архиепископ Сан-Паулу, которому помогали и сослужили Ансельму Петрулла — епископ Тубарау и Онорато Пьязера — титулярный епископ Кастелло Жабара. Затем назначен архиепископом Сан-Паулу, 22 октября 1970 года. На консистории от 5 марта 1973 года, папа римский Павел VI возвёл его в кардиналы, он стал кардиналом-священником с титулом церкви Святого Антония Падуанского на Тускуланской дороге. Участвовал в двух Конклавах августовском и октябрьском 1978 года.
Покинул пост архиепископа в возрасте 77 лет 15 апреля 1998 года, после того, как он уже просил и получил право на отставку от папы римского Иоанна Павла II на своём 75-летии в 1996 году. Не принимал участие в Папском Конклаве 2005 года, поскольку уже достиг 80-летнего возраста и потерял право участвовать в Конклаве.
В настоящее время, после смерти кардинала Эужениу де Араужу Салеша старейший кардинал Римско-католической церкви по возведению в сан, будучи возведенным Павлом VI 5 марта 1973, и соответственно кардинал-протопресвитер.
5 марта 2013 года кардинал Арнс отметил сорокатрёхлетие служения в кардинальском сане, и в этом сане служил и служит пяти папам Павлу VI, Иоанну Павлу I, Иоанну Павлу II, Бенедикту XVI и Франциску.

## Епископское служение
Как архиепископ он продал епископский дворец Пия XII, особняк, который стоит в его собственном парке. Две вещи ужаснули его, одной был массивный счёт за электроэнергию, а другой персонал — 25 братьев и сестер всё, чтобы ухаживать за одним человеком. Действительно, в начале своего правления, в качестве архиепископа он решил решиться на беспрецедентный шаг и продать епископский дворец и использовал деньги, чтобы построить социальную станцию в фавелас (бразильских трущобах).
Был известен как богослов теологии освобождения и стал одним из наиболее популярных священнослужителей Бразилии, будучи противником военной диктатуры. Он управлял проектом Tortura Nunca Mais (Никогда больше пыток) в конце 70-х годов.

## Взгляды

### На священнический целибат
Имел репутацию одного из наиболее либеральных кардиналов и епископов в церковной иерархии, часто выражал точку зрения, которая не обязательно была связана с официальной позицией Церкви. В 2002 году он стал одним из самых высокопоставленных членов церкви, которые публично выразили несогласие с церковной позицией о священническом целибате, заявив, что это было ненужным правилом без библейского основания. Он также критиковал Папу Иоанна Павла II за то, что Папа запрещал надлежащее обсуждение по этому вопросу.

### Переведенные на португальский язык
- A Corresponsabilidade na Igreja de hoje — The Coresponsibility of the Church today — Cardinal Suenens;
- Nova História da Igreia" — A New History of the Church — Cardinal Danielou.